# Montserrat Township
Montserrat Township est un ancien township, situé dans le comté de Johnson, dans le Missouri, aux États-Unis,.
Le township est fondé en 1890 et baptisé en référence à la communauté de Montserrat (en).

### Source de la traduction
- (en) Cet article est partiellement ou en totalité issu de l’article de Wikipédia en anglais intitulé « Montserrat Township, Johnson County, Missouri » (voir la liste des auteurs).